# Luigi Cerutti (politico)
Luigi Cerutti (Torino, 14 aprile 1917 – 9 settembre 1994) è stato un politico italiano.